# Scottish FA Cup 2004/05
Der Scottish FA Cup wurde 2004/05 zum 120. Mal ausgespielt. Der wichtigste schottische Fußball-Pokalwettbewerb, der offiziell als Tennent's Scottish Cup ausgetragen und vom Schottischen Fußballverband geleitet wurde, begann am 20. November 2004 und endete mit dem Finale am 28. Mai 2005 im Glasgower Hampden Park. Titelverteidiger Celtic Glasgow, der sich im Vorjahresfinale gegen Dunfermline Athletic durchsetzen konnte, wiederholte den Erfolg im diesjährigen Wettbewerb durch einen 1:0-Finalsieg über Dundee United und konnte somit den insgesamt 33. Titel der Vereinshistorie gewinnen. Durch den Pokalsieg konnte Celtic den schottischen Rekord als Pokalsieger gegenüber den Rangers ausbauen. Für Celtic sollte es der einzige Titel in der Spielzeit sein da die Rangers das Double aus Meisterschaft und Ligapokal gewinnen konnten. Für Dundee United hingegen war es die siebte Niederlage im achten Finale. Den bis dahin einzigen Sieg gab es 1993/94 durch einen Endspielerfolg gegen die Rangers. In der Saison 2009/10 konnte United wieder das Pokalfinale erreichen und durch einen Sieg über Ross County den zweiten Titel feiern. Da Celtic als Vizemeister an der Champions League teilnahm, spielte United in der folgenden UEFA-Pokal-Saison 2005/06 in diesem Wettbewerb, schied dort allerdings frühzeitig in der zweiten Qualifikationsrunde gegen den finnischen Verein Myllykosken Pallo -47 aufgrund der Auswärtstorregel aus.

## 1. Runde
Ausgetragen wurden die Begegnungen am 20./23. und 27. November 2004.
|                         | Ergebnis |                       |
| ----------------------- | -------- | --------------------- |
| FC East Fife            | 3:0      | Whitehill Welfare     |
| FC Inverurie Loco Works | 1:2      | FC Keith              |
| University Glasgow      | 0:3      | Brechin City          |
| Greenock Morton         | 3:1      | FC East Stirlingshire |
| Cove Rangers            | 4:1      | FC Dalbeattie Star    |
| FC Cowdenbeath          | 2:3      | FC Dumbarton          |
| Forfar Athletic         | 1:5      | FC Montrose           |
| FC Huntly               | 3:1      | FC Peterhead          |

## 2. Runde
Ausgetragen wurden die Begegnungen am 11. Dezember 2004. Die Wiederholungsspiele fanden am 18. Dezember 2004 statt.
|                | Ergebnis |                  |
| -------------- | -------- | ---------------- |
| Albion Rovers  | 0:1      | FC Arbroath      |
| Alloa Athletic | 2:1      | FC Stenhousemuir |
| Ayr United     | 3:0      | Edinburgh City   |
| Brechin City   | 1:0      | Stirling Albion  |
| Cove Rangers   | 1:7      | Greenock Morton  |
| FC Dumbarton   | 1:1      | Berwick Rangers  |
| FC Gretna      | 3:0      | Elgin City       |
| FC Huntly      | 0:0      | FC East Fife     |
| FC Keith       | 0:1      | FC Montrose      |
| FC Stranraer   | 1:0      | FC Queen’s Park  |

### Wiederholungsspiele
|                 | Ergebnis        |              |
| --------------- | --------------- | ------------ |
| Berwick Rangers | 3:1             | FC Dumbarton |
| FC East Fife    | ?:? (4:3 i. E.) | FC Huntly    |

## 3. Runde
Ausgetragen wurden die Begegnungen am 8./9./11./17. und 24. Januar 2005. Die Wiederholungsspiele fanden am 18./19. und 25. Januar 2005 statt.
|                     | Ergebnis |                      |
| ------------------- | -------- | -------------------- |
| FC Arbroath         | 0:2      | FC Aberdeen          |
| Ayr United          | 3:3      | FC Stranraer         |
| Berwick Rangers     | 0:3      | Brechin City         |
| FC Clyde            | 3:0      | FC Falkirk           |
| FC East Fife        | 0:0      | Dunfermline Athletic |
| Hibernian Edinburgh | 2:0      | FC Dundee            |
| FC Kilmarnock       | 2:0      | FC Motherwell        |
| FC Montrose         | 1:2      | Queen of the South   |
| Partick Thistle     | 0:0      | Heart of Midlothian  |
| Raith Rovers        | 0:2      | Alloa Athletic       |
| FC St. Mirren       | 3:0      | Hamilton Academical  |
| Celtic Glasgow      | 2:1      | Glasgow Rangers      |
| Inverness CT        | 1:0      | FC St. Johnstone     |
| FC Livingston       | 2:1      | Greenock Morton      |
| FC Gretna           | 3:4      | Dundee United        |
| Ross County         | 4:1      | Airdrie United       |

### Wiederholungsspiele
|                      | Ergebnis |                 |
| -------------------- | -------- | --------------- |
| Dunfermline Athletic | 3:1      | FC East Fife    |
| Heart of Midlothian  | 2:1      | Partick Thistle |
| FC Stranraer         | 0:2      | Ayr United      |

## Achtelfinale
Ausgetragen wurden die Begegnungen am 5. und 6. Februar 2005. Die Wiederholungsspiele fanden am 15. und 16. Februar 2005 statt.
|                      | Ergebnis |                |
| -------------------- | -------- | -------------- |
| FC Aberdeen          | 2:1      | Inverness CT   |
| Alloa Athletic       | 0:1      | FC Livingston  |
| Ayr United           | 0:2      | FC St. Mirren  |
| Heart of Midlothian  | 2:2      | FC Kilmarnock  |
| Hibernian Edinburgh  | 4:0      | Brechin City   |
| Queen of the South   | 0:3      | Dundee United  |
| Ross County          | 0:0      | FC Clyde       |
| Dunfermline Athletic | 0:3      | Celtic Glasgow |

### Wiederholungsspiele
|               | Ergebnis  |                     |
| ------------- | --------- | ------------------- |
| FC Clyde      | 2:1 n. V. | Ross County         |
| FC Kilmarnock | 1:3       | Heart of Midlothian |

## Viertelfinale
Ausgetragen wurden die Begegnungen am 26. und 27. Februar 2005.
|                     | Ergebnis |                |
| ------------------- | -------- | -------------- |
| Hibernian Edinburgh | 2:0      | FC St. Mirren  |
| FC Clyde            | 0:5      | Celtic Glasgow |
| Dundee United       | 4:1      | FC Aberdeen    |
| Heart of Midlothian | 2:1      | FC Livingston  |

## Halbfinale
Ausgetragen wurden die Begegnungen am 9. und 10. April 2005. Die beiden Halbfinalspiele wurden jeweils im Hampden Park ausgespielt.
|                     | Ergebnis |                     |
| ------------------- | -------- | ------------------- |
| Dundee United       | 2:1      | Hibernian Edinburgh |
| Heart of Midlothian | 1:2      | Celtic Glasgow      |

## Finale
| Celtic Glasgow                                                              | Celtic Glasgow | Dundee United | Dundee United |
| --------------------------------------------------------------------------- | --- | --- | ------------- |
| Celtic Glasgow                                                              | \| Finale \| \| Samstag, 28. Mai 2005 um 15:00 Uhr (Ortszeit WEZ) in Glasgow (Hampden Park) \| \| Ergebnis: 1:0 (1:0) \| \| Zuschauer: 50.635 \| \| Schiedsrichter: John Rowbotham \| \| Spielbericht \|                                                 | \| Finale \| \| Samstag, 28. Mai 2005 um 15:00 Uhr (Ortszeit WEZ) in Glasgow (Hampden Park) \| \| Ergebnis: 1:0 (1:0) \| \| Zuschauer: 50.635 \| \| Schiedsrichter: John Rowbotham \| \| Spielbericht \|                                               | Dundee United |
| Celtic Glasgow                                                              | Robert Douglas – Didier Agathe, Bobo Baldé, Stanislav Varga, Jackie McNamara – Stilian Petrow, Neil Lennon, Alan Thompson (86. Aiden McGeady) – John Hartson (73. Joos Valgaeren), Chris Sutton, Craig Bellamy Cheftrainer: Martin O’Neill ( Nordirland) | Tony Bullock – Mark Wilson, Paul Ritchie, Garry Kenneth, Alan Archibald – Mark Kerr, Derek McInnes (76. Collin Samuel), Grant Brebner (83. Stuart Duff), Barry Robson – Stevie Crawford (83. James Grady), Jason Scotland Cheftrainer: Gordon Chisholm | Dundee United |
| Celtic Glasgow                                                              | 1:0 Alan Thompson (11.) | | Dundee United |
| Celtic Glasgow                                                              | Stanislav Varga | Alan Archibald, Paul Ritchie, Barry Robson | Dundee United |
| Finale                                                                      | | |               |
| Samstag, 28. Mai 2005 um 15:00 Uhr (Ortszeit WEZ) in Glasgow (Hampden Park) | | |               |
| Ergebnis: 1:0 (1:0)                                                         | | |               |
| Zuschauer: 50.635                                                           | | |               |
| Schiedsrichter: John Rowbotham                                              | | |               |
| Spielbericht                                                                | | |               |